# Sainte-Menehould
Sainte-Menehould – miejscowość i gmina we Francji, w regionie Grand Est, w departamencie Marna.
Według danych na rok 1990 gminę zamieszkiwało 5177 osób, a gęstość zaludnienia wynosiła 91 osób/km².